# Yeongju
Yeongju (Yeongju-si; 영주시; 榮州市), è una città della provincia sudcoreana del Nord Gyeongsang.